# Coracina fortis
A Coracina fortis a madarak osztályának verébalakúak (Passeriformes) rendjébe és a tüskésfarúfélék (Campephagidae) családjába tartozó faj.

## Rendszerezése
A fajt Tommaso Salvadori olasz ornitológus írta le 1878-ban, a Graucalus nembe Graucalus fortis néven.

## Előfordulása
Az Indonéziához tartozó Maluku-szigetek egyik szigetén, Buru területén honos. Természetes élőhelyei a szubtrópusi vagy trópusi síkvidéki és hegyi erdők. Állandó, nem vonuló faj.

## Megjelenése
Testhossza 35 centiméter.

## Természetvédelmi helyzete
Az elterjedési területe kicsi, egyedszáma is kicsi, viszont stabil. A Természetvédelmi Világszövetség Vörös listáján mérsékelten fenyegetett fajként szerepel.